# Ambra cenușie
„Ambra cenușie” (titlu original: „The Ambergris Element”) este al 13-lea episod din primul sezon al serialului TV american științifico-fantastic Star Trek: Seria animată. A avut premiera la 1 decembrie 1973 pe canalul NBC.
Episodul a fost regizat de Hal Sutherland după un scenariu de Margaret Armen, care a scris și episodul anterior "The Lorelei Signal" și de asemenea a lucrat la seria originală.

## Prezentare
În timp ce explorează Argo, o planetă oceanică, Căpitanul Kirk și Mr. Spock sunt transformați într-un fel de apă de către locuitorii subacvatici ai planetei, Aquanii. Pentru a reveni la starea lor normală, ei trebuie să-i ajute pe Aquani să prindă un uriaș șarpe-sur veninos, care deține antidotul. 